# Лучик (приток Лозы)
Лучик — река в России, протекает по Игринскому району Удмуртии. Устье реки находится в 50 км по левому берегу реки Лоза. Длина реки составляет 14 км.

## Течение
Исток реки находится в 6 км к юго-западу от села Факел и в 12 км к северо-западу от райцентра, посёлка Игра. Генеральное направление течения — юго-восток.
В среднем течении протекает деревню Лучиквай, также неподалёку от реки находятся деревни Лучик и Юлайгурт. Впадает в Лозу в 5 км к северо-востоку от посёлка Игра.

## Данные водного реестра
По данным государственного водного реестра России относится к Камскому бассейновому округу, водохозяйственный участок реки — Чепца от истока до устья, речной подбассейн реки Вятка. Речной бассейн реки — Кама.
Код объекта в государственном водном реестре — 10010300112111100032721.